# 萨彦诺戈尔斯克
萨彦诺戈尔斯克是俄罗斯哈卡斯共和国的一个镇，人口44,872人（2021年）。
萨彦诺戈尔斯克拥有世界最大的炼铝厂之一和俄罗斯最大、世界第三的水电大坝。
1. ↑  .   [2024-09-29]. （原始内容存档于2022-09-01）.